# Валле, Петер
Петер Валле (нем. Peter Wallé; 13 декабря 1845 — 8 сентября 1904, Берлин) — немецкий историк и критик архитектуры.
Работал в Констанце, где много сделал для сохранения архитектурных памятников города. Затем был движущей силой общегерманской Комиссии по охране памятников, зарекомендовал себя как технически грамотный специалист, обладающий хорошим знанием истории.
В 1879—1882 гг. совместно с Адольфом Бёттихером издавал в Берлине «Еженедельник для архитекторов и инженеров» (нем. Wochenblatt für Architekten und Ingenieure), затем в 1885—1887 гг. — иллюстрированный городской еженедельник «Медведь» (нем. Der Bär). C 1882 г. — архитектурный обозреватель газеты Vossische Zeitung.
Автор книг «Жизнь и творчество Карла фон Гонтарда» (нем. Leben und Wirken Karl von Gontard's; 1891) «Работы Шлютера в Петербурге» (нем. Schlüters Wirken in Petersburg; 1901), «Эдуард Кноблаух. Очерк его жизни» (нем. Eduard Knoblauch: ein Abriss seines Lebens; 1902, расширенная версия речи к 100-летию со дня рождения) и др.
В 1892 г. Общество истории Берлина удостоило Валле серебряной Медали Фидицина.